# Antiga caserna de la Guàrdia Civil (la Torre de Cabdella)
L'Antiga caserna de la Guàrdia Civil és una obra de la Torre de Cabdella (Pallars Jussà) protegida com a Bé Cultural d'Interès Local.

## Descripció
L'edifici de l'antiga caserna de la guàrdia civil va ser construït aproximadament el 1940, les seves importants dimensions, 860.000m2, reflecteix el moviment i densitat d'habitants que convivien a la Vall Fosca en aquella època.
L'immoble presenta una planta en forma d'U. La composició de la caserna és totalment simètrica, típica de les construccions militars. Està formada per dos cossos principals de dues plantes unides per un volum d'una sola planta que serveix d'entrada. La distribució interior de l'espai és la següent: recepció i oficines a la planta baixa i habitatge a la planta primera.
La coberta, a base de bigues de fusta i pissarra, és a dues aigües amb forts pendents tal com se sol fer a zones d'alta muntanya. El forjat de la primera planta és de fusta i el parament és de totxana.
L'antiga caserna necessita una restauració per poder habilitar-hi un centre cívic, una biblioteca i un alberg municipal.